# Eclipsa de Soare din 1 septembrie 2016

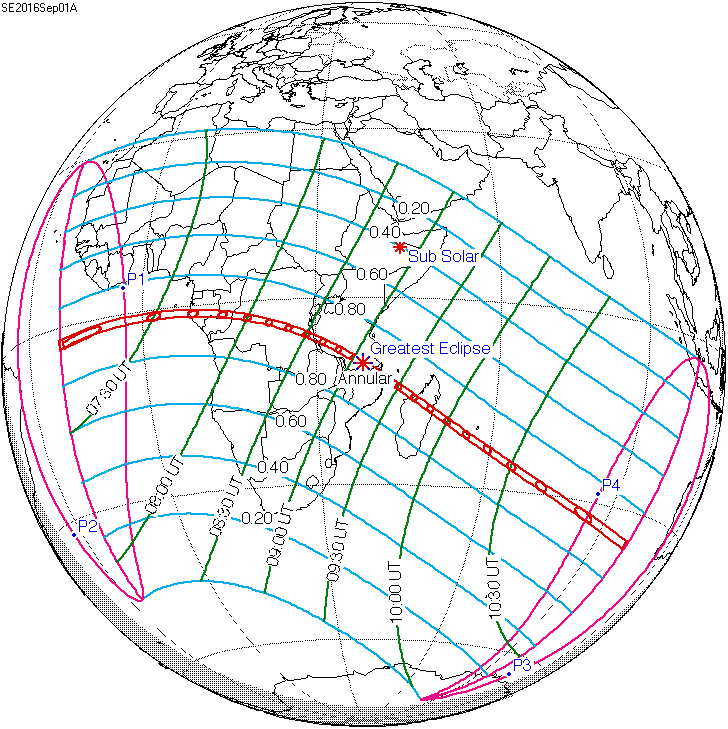
Harta eclipsei generale

O eclipsă de Soare inelară a avut loc la 1 septembrie 2016. Este eclipsa cu numărul 39 din seria Saros 135. Magnitudinea maximă va fi de 0,9736. S-a produs acum 8 ani, 183 zile.

## Parcursul

Traiectoria eclipsei pe Pământ.

Începând de la mijlocul Oceanului Atlantic, această eclipsă a traversat întreaga Africă ecuatorială, cât și nordul Madagascarului, apoi cea mai mare parte a insulei la Réunion (Sudul și Centrul) a fost atinsă de zona de nord a benzii inelare (maximul eclipsei inelare se produce la ora 10:10 UTC, la Saint-Pierre din departamentul Réunion), pentru a sfârși în Oceanul Indian.